# جنرال الکتریک جی۴۷
جنرال الکتریک جی۴۷ (به انگلیسی: General Electric J47) یک موتور هواگرد ساختِ کارخانهٔ جی‌ئی اوییشن در کشور ایالات متحده آمریکا است.

## کاربران

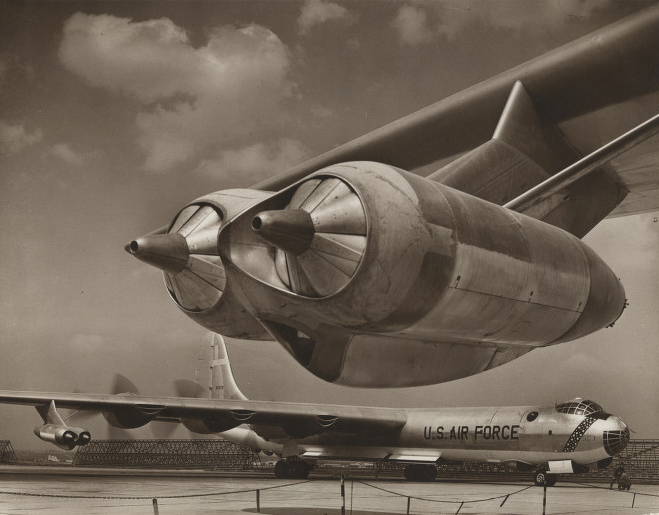
Two J47 turbojet engines were mounted outboard of the three Pratt & Whitney R-4360 Wasp Major piston engines on each wing of the B-36.

- بوئینگ بی-۴۷ استراتوجت
- بوئینگ کی بی-۵۰ جی سوپرفورترس
- بوئینگ کی‌سی-۹۷ استراتوفرایتر
- Chase XC-123A
- کانویر بی-۳۶
- کانویر ان‌بی-۳۶اچ
- Curtiss XF-87 Blackhawk
- مارتین ایکس‌بی-۵۱
- نورث امریکن بی-۴۵ تورنادو
- نورث آمریکن اف-۸۶ سیبِر
- نورث امریکن اف-۸۶دی سیبر
- نورث امریکن اف‌جی-۲ فیوری
- Republic XF-91 Thunderceptor